# Чоко (птица)
Чоко (лат. Xenornis setifrons) — вид птиц из семейства полосатых муравьеловок, единственный представитель рода Xenornis.
Обитает в Панаме и на северо-западе Колумбии. Птицы живут во влажных низинных субтропических, а также влажных горных субтропических и тропических лесах. Угрозой для вида является возможность утраты мест обитания.
МСОП виду присвоен статус NT.